# Рогачук, Александр Степанович
Александр Степанович Рогачук (бел. Аляксандр Сцяпанавіч Рагачук; род. 1 февраля 1965, Шиповичи, Брестская область) — российский военный, белорусский государственный и профсоюзный деятель, председатель Брестского областного объединения профсоюзов (с 2023), председатель Брестского горисполкома (2014—2023). Полковник (2014).

## Биография
Александр Степанович Рогачук родился 1 февраля 1965 года в семье педагогов в деревне Шиповичи Батчинского сельсовета Кобринского района Брестской области Белорусской ССР, ныне Республика Беларусь.
После учёбы в Курганском высшем военно-политическом авиационном училище в 1985 году был направлен для прохождения службы в Демократическую Республику Афганистан, служил старшим колонны, награждён медалями «За отвагу» и «За боевые заслуги».
С 1988 года служил на офицерских должностях по работе с личным составом в различных округах Российской Федерации и управлении командования и подготовки кадров ВВС РФ. Закончил карьеру военного в качестве преподавателя Самарского государственного аэрокосмического университета. Является полковником запаса.
С 2000 года снова в Белоруссии. Работал начальником отдела организационно-кадровой работы Кобринского райисполкома, затем заместителем председателя райисполкома. В 2004 году окончил Академию управления при Президенте Республики Беларусь, назначен начальником управления идеологической работы Брестского облисполкома, с 2008 года — начальник главного управления идеологической работы Брестского облисполкома. Возглавив управление идеологии Брестского облисполкома, Александр Рогачук объявил среду днем белорусского языка. И он, и его подчиненные пытались общаться исключительно на родном языке.
В 2010 году назначен на должность главы администрации Московского района Бреста. В 2012 году окончил Институт повышения квалификации и переподготовки УО «Брестский государственный технический университет» по специальности «Экономика и управление на предприятии промышленности».
14 октября 2014 года назначен на должность председателя Брестского городского исполнительного комитета. 15 октября 2014 года на 5-й внеочередной сессии Брестского городского Совета депутатов XXVII созыва Александр Рогачук утвержден в должности председателя Брестского городского исполнительного комитета.
Указом Президента Республики Беларусь от 22 апреля 2014 года № 177 присвоено очередное воинское звание полковник.
За годы его руководства городом: реконструировали набережную Мухавца, завершено строительство Западного обхода, установлен фильтр биологической очистки на очистных сооружениях, появилась площадка для уличных музыкантов на пересечении улиц Советской и Буденного, появился приют для бездомных животных на 200 особей.
В 2020 году стал доверенным лицом Лукашенко на президентских выборах.
28 марта 2023 года ушёл в отставку с государственной службы.
16 мая 2023 года на IV пленуме Совета Брестского областного объединения профсоюзов избран председателем Брестского областного объединения профсоюзов.

## Награды
- Медаль «За трудовые заслуги» (бел. Медаль «За працоўныя заслугі»), 8 января 2020 года[10]
- Медаль «За отвагу»
- Медаль «За боевые заслуги»
- Юбилейная медаль «70 лет Вооружённых Сил СССР»
- Нагрудный знак «Воину-интернационалисту»
- Орден святителя Кирилла Туровского (бел. Ордэн свяціцеля Кірыла Тураўскага) II степени, 7 сентября 2019 года, за усердные труды во славу Святой церкви Христовой. Награду вручил архиепископ Брестский и Кобринский Иоанн (Хома)[11].
- Медаль «Воину-интернационалисту от благодарного афганского народа»[12]

## Семья
Родители были педагогами – отец преподавал историю, мать — литературу.
Женат, имеет дочь.